# بلاستوسیست

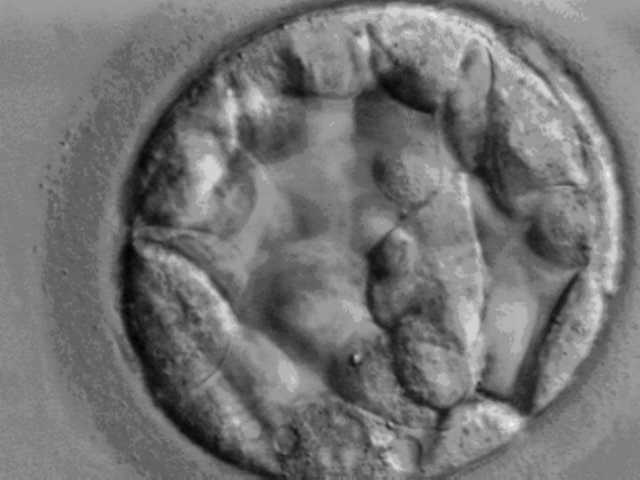
یک بلاستوسیست ۵ روزه

بلاستوسیست به مرحله‌ای از مراحل جنینی (بین ۳ تا ۵ روزه) از مهره‌داران گفته می‌شود. یک بلاستوسیست توده‌ای متشکل از ۱۰۰ سلول یا بیشتر است.
به عبارت دیگر زیگوتی (سلول تخم) است که طی تقسیم‌های متوالی در لوله فالوپ به وجود آمده‌است و در رحم مانند توپی تو خالی است که درونش با مایعات پر شده و به ان بلاستوسیست گفته می‌شود.
این توده سلولی بعدها لایه‌های مقدماتی بافت که شامل آندو درم٬مزو درم و اکتو درم می‌شود را تشکیل می‌دهند (هفتهٔ دوم).
بلاستوسیست مرحله بعد از بلاستوسل است.
در انسان، تشکیل بلاستوسیست حدود ۵ روز پس از لقاح با باز شدن حفره ای پر از مایع در مورولا، که مرحله اولیه جنینی یک گلوله ۱۶ سلوله است، شروع می‌شود. بلاستوسیست قطری در حدود ۰٫۱–۰٫۲ میلی‌متر و شامل ۲۰۰–۳۰۰ سلول پس از تسهیم سلولی (تقسیم سلولی) است. درحدود هفت روز بعد از لقاح، بلاستوسیست، در آندومتر دیواره رحم، لانه گزینی می‌کند. در آنجا فرآیندهای تکاملی بیشتری از جمله گاسترولاسیون را تجربه می‌کند. لانه گزینی بلاستوسیست در آندومتر نیازمند زونا هتچینگ (Zona hatching) است تا موجب زونا پلوسیدا (Zona pellucida) شده و از چسبیدن لوله رحمی جلوگیری می‌کند زیرا جنین باید به رحم راه پیدا کند.
استفاده از بلاستوسیست در لقاح آزمایشگاهی (IVF) شامل کشت تخمک بارور شده به مدت پنج روز قبل از انتقال آن به رحم است. این شیوه می‌تواند روش مناسب تری برای درمان باروری نسبت به روش IVF سنتی باشد. تودهٔ سلولی بلاستوسیست منبع سلولهای بنیادی جنینی است، که به‌طور گسترده‌ای در درمان سلول‌های بنیادی از جمله ترمیم سلول، جایگزینی و بازسازی قابل استفاده است.